# Pulsión
Pulsión (del francés: pulsion, que a su vez proviene del latín: pulsio; pulsum, derivados del verbo pulsāre: pujar, impeler) es un término que se utiliza en psicoanálisis para designar aquel tipo de impulso psíquico característico de los sujetos de la especie humana que tiene su fuente en una excitación interna (un estado de tensión percibida como corporal) y que se dirige a un único fin preciso: suprimir o calmar ese estado de tensión. Para lograr este fin, la pulsión se sirve de un objeto, el que sin embargo no es uno preciso, ni está predeterminado.
Luis López Ballesteros, tal como la mayoría de los traductores al inglés de la obra de Sigmund Freud, tradujo la palabra alemana Trieb de manera poco precisa como "instinto". Los traductores franceses posteriores a Lacan, como asimismo el argentino José Luis Etcheverry —quien tradujo las obras completas de Freud directamente desde el alemán— enmendaron este error inicial y prefirieron el término pulsión. En efecto, se trata de conceptos diferentes (y también existe la palabra Instinkt en alemán, palabra que también utilizó Freud, pero cuando quería referirse al concepto estrictamente biológico). 
Mientras la pulsión es una noción dinámica, en la que influye la propia experiencia del sujeto y su historia ontogenética, vale decir, la referida al desarrollo de este, el instinto sería un concepto más estático y netamente congénito, heredado genéticamente. El instinto es típico de los animales no racionales. Mientras que el instinto posee objetos precisos e inamovibles para su satisfacción, las pulsiones carecen de objetos fijos, predeterminados.
Freud utilizó el término Trieb a partir de 1905 en sus escritos y pronto se transformó en uno de los conceptos técnicos fundamentales en los que se apoya el conjunto de la teoría psicoanalítica. Con él se designa la carga de energía que está en el origen, tanto del movimiento del organismo y su actividad, como de su funcionamiento psíquico inconsciente.
Se denominan así pulsiones a las fuerzas derivadas de las tensiones somáticas en el ser humano, y las necesidades del ello; en este sentido las pulsiones se ubican entre el nivel somático y el nivel psíquico. Así como las pulsiones carecen de objetos predeterminados y definitivos; también tienen diferentes fuentes y por ello formas de manifestación, entre ellas: Pulsión de vida o Eros, pulsión de muerte o Tánatos, pulsiones sexuales, pulsión de saber, etc.

## La conceptualización de las pulsiones
A fines de siglo XIX Sigmund Freud observa que en el ser humano existen motivaciones perentorias y somáticas que escapan a lo instintivo, es más: pueden ir contra lo instintivo; de hecho, la "personalidad" humana está constituida por un conjunto de "conductas" extremadamente variables que superan a la definición característica del instinto. Con todo, durante algunos años mantiene la denominación de "instinto" ("Instinkt" escribe en alemán). Aún sin una designación definitiva, en 1905, en los "Tres ensayos para una teoría sexual" explica ya claramente la diferencia entre instinto y pulsión: instinto designa al impulso provocado ante una excitación y una tensión corporal, tensión que tiende a objetos específicos y que si accede a ellos se descarga momentáneamente; la pulsión -a diferencia del instinto- nunca queda satisfecha completamente, ni existe un objeto preciso para su satisfacción. Sin embargo veremos más adelante que estas conceptualizaciones son muy debatidas.
En 1910 Freud introduce el concepto de pulsión sexual (la teoría psicoanalítica "clásica" siempre ha enfatizado lo libidinal de las pulsiones) por semejanza con el concepto de "pulsión de auto-conservación". Sin embargo será clave el uso por parte del mismo Freud de otra palabra alemana para denominar y conceptualizar a estos impulsos metainstintivos, el uso de la palabra Trieb que luego se traducirá al español mediante la palabra pulsión.

## El problema conceptual
Trieb, substantivación del verbo alemán treiben, tiene el significado de brote, afloración, expresión, ganas, rumbo, fluctuación, constricción, puesta en movimiento, impulso. Su raíz es la misma que la de la palabra española deriva y que la inglesa drive. Pero, tal cual ya se ha señalado, en las versiones a otros idiomas (especialmente en las traducciones al inglés) es frecuente traducir "Trieb" por "instinto" (instinct) o en ocasiones "motivation", tampoco resuelve el tema la traducción instinctual drive.
De este modo se provoca una interpretación con tendencias biológicas: al existir una interpretación biológica, ésta da lugar a dos posturas: la declaración de "no cientificidad" del psicoanálisis, o, si es aceptado, su biologización conceptual.
Lo primero suele ocurrir entre conductistas, psicólogos del Yo y los psicólogos cognitivos. La segunda postura ha sido y es frecuente entre los psicoanalistas de habla inglesa, con lo cual postulan que la problemática con la cual opera el psicoanálisis es una cuestión instintual que se "resolvería por la satisfacción de los instintos". Como se puede observar estos son algunos de los debates y problemas teóricos de las distintas corrientes del psicoanálisis.

## Momentos y dimensiones de las pulsiones
Freud distinguió a partir de 1915 diversos momentos y "dimensiones" de una pulsión:
1. La fuente, que tiene su origen en lo somático y que se traduce por una tensión, una suerte de impulso (en alemán: Drang).
2. El Drang (Esfuerzo) mismo, es decir la tensión interior que se traduciría en Trieb (pulsión).
3. La meta que se puede encontrar en un estado pasivo o activo.
4. El objeto de la pulsión, que en lo real es un medio bastante accesorio ya que sólo sirve para disminuir temporalmente la tensión inherente a la pulsión.

## Fases (o estadios) pulsionales
En la teoría "clásica" freudiana, originalmente todas las pulsiones se concebían como derivadas de una pulsión basal (casi totalmente instintiva): la Pulsión de vida, cuyo objeto es la autoconservación del individuo (luego, se verá, el mismo Freud evolucionó y modificó tal opinión).
La posibilidad de que ocurran los estadios o fases pulsionales son uno de los factores genéticos involucrados en las pulsiones, en efecto, se dan por etapas según va madurando el sistema nervioso de cada individuo; en cada etapa se produce un desarrollo neurológico específico en áreas que formarán partes focales del conjunto de las zonas erógenas.
Derivada de la pulsión de vida, es la pulsión por nutrirse, sin embargo las derivaciones más complejas e interesantes son las que aparecen en fases o estadios, y estas son las siguientes:
1. Fase oral: ocurre entre el nacimiento y los 18 meses; la zona erógena casi exclusiva es la boca (el neonato recién comienza a "centrar" su psiquismo en un objetivo: nutrirse.[5]
2. Fase anal: entre los 18 y los 36 meses. Debido al desarrollo del control de los esfínteres anales, el o la infante experimenta sensaciones placenteras al poder tener un cierto primer control de su cuerpo, el de poder retener o expulsar los excrementos.[6]
3. Fase fálica (o uretral): ocurre entre los 3 a 6 años, el niño o la niña pueden en esta etapa controlar sus esfínteres uretrales y será un esbozo anticipatorio de la fase genital. Freud nota que en la fase fálica se da la constitución definitiva (aunque no su terminación, ya que el edipo existe activamente durante toda la vida del sujeto) del edipo de cada sujeto.
4. Complejo de castración y sepultación del complejo de Edipo: en este momento se produce un quiebre, o puede no darse. Por esto es un momento crucial en la evolución del aparato psíquico. Pero esta no es una fase o un período, sino un proceso mediante el cual se produce una reorganización de las experiencias y de la posición subjetiva. Esta reorganización es fundamental para la organización de las pulsiones.
5. Período de latencia: entre los 6 años y la pubertad existe una fuerte sublimación espontánea de los sentimientos libidinales, el período de latencia (por razones evolutivas existe para facilitar una integración cultural del sujeto).
6. Fase genital: Desde la pubertad en adelante, cuando se encuentra ya configurado el edipo; en esta fase se desarrollan y devienen en cada sujeto los intereses sexuales ya determinados ("inclinaciones sexuales", etc.).

Posteriormente Jacques Lacan observa dos pulsiones más, tal cual las expresa a partir de su Seminario XI.
Estas son la:
1. Pulsión escópica: centrada en la mirada, relacionada primordialmente a Lo Imaginario, la pulsión escópica se configura a partir del estadio del espejo, cuando el sujeto posee la capacidad de percibir imágenes -y sobre todo- percibirse a "sí mismo" como una unidad. No confundir este sí mismo con el self de la psicología y psicoanálisis anglosajón. Es la base de la capacidad estética de cada sujeto.
2. Pulsión invocante: asociada al momento de suficiente desarrollo de las áreas cerebrales del lenguaje y de síntesis. La pulsión invocante es la pulsión dirigida a la voz de palabra inteligible, de este modo el deseo del Otro llega al sujeto principalmente mediante el soporte de la voz.[9]

## Nosología
Los estadios o fases antes reseñados son perfectamente verificables empíricamente; más difícil es aseverar que una fijación (una estagnación o un estasis) de la actividad psíquica inconsciente de cada sujeto en determinado estadio dará por resultado "automáticamente" un determinado carácter o -en casos graves- una determinada nosología, un determinado cuadro patológico. 
A lo sumo puede decirse que la fijación edípica de un sujeto en un determinado estadio pulsional tiende a incidir en su actividad psíquica; por ejemplo una fijación en la pulsión oral puede estar relacionada con ciertas actitudes adictivas (aunque difícilmente sea el origen de una adicción) -se da el ejemplo del fumar, beber, la bulimia, o el caer en actitudes pasivas (tal cual el neonato es "pasivo" cuando está lactando). Del mismo modo puede ser opinable el supuesto según el cual una fijación en la pulsión anal genera conductas de avaricia, ya que el avaro estaría inconscientemente haciendo una reminiscencia de la retención placentera de las heces (tal cual ocurre en los niños pequeños) al retener en su adultez las riquezas (que le metaforizarían a las heces), o que la fijación en la pulsión anal genera conductas sadomasoquistas, etc. Lo cierto es que las fijaciones inconscientes en ciertos estadios pulsionales resultan en cuadros bastante más variables y complejos, menos puerilmente esquemáticos.

## El destino de las pulsiones
El psicoanálisis "clásico" ha considerado que muchas de las afecciones psíquicas se deben a una "fijación" del edipo en un determinado estadio pulsional antes del período de latencia; si esto es cierto también es cierto que resulta algo esquemático.
Lacan postula una dinámica de las pulsiones: toda pulsión es originada a partir de una "falta original" (de objeto instintivo), falta que es representada por el objeto a. Desde tal momento de "falta" el deseo se traduce en pulsiones, cada pulsión se dirige a una momentánea meta (o goal) que está gravitada por el objeto a, de este modo la pulsión intenta alcanzar al objeto a pero solo hace un rodeo en el cual puede acceder a objetos momentáneos de satisfacción momentánea, luego la pulsión -siempre insatisfecha- vuelve a iniciar el proceso recién descripto.
Por su parte Freud, hacia 1920, abandona el llamado "optimismo pulsional", y recoge los aportes de una discípula (Sabina Spielrein) que le habla de pulsión de muerte como contrapeso de la pulsión de vida. Y es a partir de su célebre obra Jenseits der Lustprinzips (traducida como: Más allá del principio de placer) que replantea los destinos pulsionales: a la pulsión de vida (o Eros), que propende a la unidad, la organización de sistemas complejos y asociaciones proactivas se opondría una pulsión de muerte, que tiende a la disgregación, la disipación, el retorno a lo inanimado; pero, si la pulsión de muerte es (como luego postula Lacan) una (dis)torsión de la pulsión de vida, en cuanto tal distorsión tiene connotaciones de violencia; es el mismo Freud quien hipotetiza una salida a tal derivación violenta de lo pulsional, aunque esta salida tampoco es optimista (al menos no en el sentido vulgar); en última instancia -piensa Freud en los últimos años de su vida, mientras padece la agonía- el destino de las pulsiones parece resolverse en un principio de nirvana, en algo que pareciera paradojal: "el deseo de cesar de desear", aunque la paradoja se resuelve si se entiende que el principio de nirvana postulado por Freud es el deseo de dejar de estar adherido al placer o goce, en una disipación (nirvāna) ya exenta de conflictos y, por ende, de sufrimientos.

## Críticas
La diferencia entre instinto, impulso y pulsión es materia de discusión puesto que muchos psicólogos consideran que instinto o impulso, y pulsión serían conceptos equivalentes. La explicación es que los conceptos son creaciones del lenguaje, y no entidades con existencia propia. Las diferencias serían de semántica e interpretación, no ontológicas.
Estas diferencias semánticas han sido establecidas no por Freud, sino por sus seguidores al traducir los textos y comentarlos.
Los instintos también tienen las características de la pulsión. Por un lado, tienen los cuatro componentes que se atribuyen a la pulsión. Por otro lado los objetos en los animales no humanos no son predeterminados y definitivos, por eso se los puede entrenar y por eso se pueden domesticar muchas especies animales. En etología se sabe que se puede lograr que ciertos animales copulen con objetos, si estos objetos son diseñados con las características adecuadas. Al mismo tiempo los animales no humanos también aprenden de la experiencia y por lo tanto los instintos son muy flexibles igual que el concepto de pulsión.
No es posible afirmar que las pulsiones no se satisfacen y que el instinto se satisface. En efecto, las pulsiones tienen una satisfacción temporal, pues de lo contrario la conducta quedaría paralizada. El individuo ante una pulsión que siempre tiene origen somático busca satisfacerla y puede lograrlo por un cierto tiempo, hasta que la pulsión nuevamente exija nueva satisfacción. La pulsión sería la alarma o indicador psíquico de una necesidad somática. Si las células del cuerpo necesitan agua H2O, el aparato psíquico recibe una señal equivalente a las sensaciones de sed. Ante dicha sed el organismo recurre a su experiencia para intentar saciar dicha sed, y lo logrará por ejemplo, bebiendo de una fuente de agua. Pero esto sucede exactamente igual con los instintos o impulsos biológicos: aparece un impulso instintivo, como ser hambre y el organismo actuará para obtener alimento y comer de modo tal que la necesidad quede satisfecha, hasta que nuevamente se repita esta necesidad en un momento posterior. Como se puede ver, un instinto o impulso es temporalmente satisfecho, del mismo modo que el postulado para las pulsiones.
También hay que recordar que muchas especies pueden aprender a realizar conductas al escuchar órdenes emitidas verbalmente por humanos, o bien mediante mensajes sonoros, visuales o de otro tipo. Esto implica que su conducta puede ser modificada por el lenguaje y por la cultura, en principio la cultura humana.
Se afirma que los animales no racionales tienen instinto, pero no pulsión, y que el instinto es un reflejo automático del tipo estímulo-respuesta, pero que la pulsión no tiene dicha característica. El problema de la racionalidad no puede ser invocada puesto que es materia de debate. En principio, se podría afirmar que los humanos son los únicos animales con lenguaje hablado. Comunicarse se comunican todos los organismos vivos, e incluso las máquinas, pero se afirma que el humano es el único que se comunica mediante el lenguaje hablado y que el lenguaje hablado tiene la característica de la polisemia. Esta característica de la polisemia, se acompaña de la capacidad imaginativa, por lo cual es posible todo tipo de tropos y modificaciones.
Esto implica que cualquier palabra que un individuo, mediante asociaciones semánticas o fonéticas o visuales, logre vincular con alguna sensación, dicha palabra quedará asociada a la sensación. La publicidad y el marketing se valen de esta característica, y la semiótica y semiología estudian estas cualidades de los signos. De este modo, entre el estímulo y la respuesta, existiría un intermediario, que es el lenguaje, o mejor dicho, 1) las reglas y mandatos sociales que han sido fijados en la memoria del individuo, 2) lo que el individuo cree o imagina que la sociedad espera de él. 3) las sensaciones de placer o displacer que el individuo asocie con dicho estímulo y las posibles respuestas.
Una excitación sexual de origen químico puede asociarse a una palabra y evocar en la memoria el objeto que dicha palabra denota o connota (por ejemplo el rostro de una persona), o una palabra puede desencadenar por asociación una excitación sexual química. Esto significa que ante un estímulo, la respuesta va a ser variable dependiendo de los factores mencionados. Aparece la toma de decisión que precede a la respuesta, y por lo tanto la respuesta ya no sería automática sino que está mediada por una elección ante distintas alternativas. Si no hubiese elección posible, entonces estaríamos frente a un estímulo-respuesta automático.
Pero esto conduce a la paradoja de que estas asociaciones de que se valen la publicidad y el marketing, desencadenan respuestas, por lo tanto estamos nuevamente ante un estímulo-respuesta. Lo que sucede es que la respuesta ha cambiado, pero no deja de ser una respuesta ante un estímulo. Este es el principio fundamental de las terapias conductistas, la capacidad de lograr que un estímulo-respuesta pueda ser creado o modificado por la experiencia.
Lo que se conceptualiza como sublimación es la modificación de la respuesta que desencadena un estímulo.
Al mismo tiempo, pulsión de vida y pulsión de muerte lo tienen todos los organismos vivos, tal cual Freud mismo lo postuló en sus trabajos, por ejemplo en uno de los últimos: Esquema del psicoanálisis (1938). Esto es una lucha de la materia propiamente viva en su organización, y no una característica de los humanos. Específicamente nos dice que Respecto de la pulsión de destrucción, podemos pensar que aparece como su meta última trasportar lo vivo al estado inorgánico; por eso también la llamamos pulsión de muerte. Si suponemos que lo vivo advino más tarde que lo inerte y se generó desde esto, la pulsión de muerte responde a la fórmula consignada, a saber, que una pulsión aspira al regreso a un estado anterior (...) Esta acción conjugada y contraria de las dos pulsiones básicas produce toda la variedad de las manifestaciones de la vida. Y más allá del reino de lo vivo, la analogía de nuestras dos pulsiones básicas lleva a la pareja de contrarios atracción y repulsión, que gobierna en lo inorgánico.
Freud explica en Esquema del psicoanálisis: El poder del ello expresa el genuino propósito vital del individuo. Consiste en satisfacer sus necesidades congénitas. Un propósito de mantenerse con vida y protegerse de peligros mediante la angustia no se puede atribuir al ello. Esa es la tarea del yo, quien también tiene que hallar la manera más favorable y menos peligrosa de satisfacción con miramiento por el mundo exterior. Aunque el superyó pueda imponer necesidades nuevas, su principal operación sigue siendo limitar las satisfacciones. Llamamos pulsiones a las fuerzas que suponemos tras las tensiones de necesidad del ello. Representan {repräsentieren} los requerimientos que hace el cuerpo a la vida anímica. 
Afirma que el esquema general del aparato psíquico se considera válido también para los animales superiores, semejantes al hombre en lo anímico, y que cabe suponer un superyó siempre que exista un período prolongado de dependencia infantil, como en el ser humano.
Freud ya planteaba estos problemas desde sus primeros escritos, como en Proyecto de psicología para neurólogos (1895) donde habla de la vivencia de satisfacción como el mecanismo neuronal necesario para que un objeto que satisface una necesidad, pueda ser posteriormente evocado de modo tal que un organismo pueda volver a satisfacer dicha necesidad. Este mecanismo es necesario para que cualquier organismo aprenda de la experiencia y se oriente en el mundo para satisfacer sus necesidades. Si los organismos vivos no tuviesen dicha vivencia, entonces no podrían aprender a diferenciar los objetos del mundo que pueden ser consumidos, y no podrían diferenciar lo percibido de lo recordado.
Recordemos también que existen una enorme cantidad de sociedades no humanas, que incluyen tanto mamíferos como insectos. La sociobiología ha logrado avances enormes en el estudio de dichas sociedades. Si se postula que un organismo humano debe sublimar sus pulsiones por mandato social, no podemos afirmar que la misma situación pero en otros animales es instinto y en humanos es pulsión. Incluso las hormigas requieren del auxilio de otros individuos de su especie para sobrevivir en sus tiempos de inmadurez. Existen especies animales en los que la proporción de tiempos de dependencia respecto a su tiempo de vida máximo son superiores a la de los humanos, como en ciertos cetáceos y en elefantes.